# جنایت خیابان مدنی تهران
جنایت خیابان مدنی تهران یا جنایت نظام‌آباد تهران رویدادی است که در آن، در ساعت یازده و سی و شش دقیقه روز دوشنبه بیست و چهار مهرماه سال ۱۳۹۱ شمسی، اهالی خیابان شهید داودی خیابان مدنی (نظام‌آباد تهران) با حمله مرد جوانی روبه‌رو شدند که در اقدامی جنون‌آمیز با قمه‌ای که در دست داشت به سمت زنان، مردان و کودکان رهگذر حمله می‌کرد و آنان را بی‌رحمانه هدف قرارداد. وی با چاقو ۱۱ نفر را مضروب و یک نفر را به قتل رساند، او پس از دستگیر شدن، در دادگاه ضمن پذیرفتن اتهام ارتکاب قتل، از دادگاه، اولیای دم و سایر شاکیان عذرخواهی و طلب بخشش کرد.
در پایان متهم به دلیل ارتکاب قتل عمد، قدرت‌نمایی با چاقو و مجروح کردن شاکیان به قصاص، یک سال حبس و پرداخت دیه به تمام شاکیان محکوم شد.
و اما دلیل آن چه بود؟

## شرح ماجرا
در صبح روز دوشنبه جوان بیست و سه ساله با چاقوی دسته نارنجی وارد خیابان نظام‌آباد شد، بی‌آنکه دادی بزند، فریادی بکشد و رجزی بخواند، دیوانه‌وار به رهگذران پیاده حمله برد. برای او فرقی نمی‌کرد قربانیانش مرد باشند یا زن، پیر باشند یا جوان، او به هیچ‌کس رحم نمی‌کرد. حسین، جوان بیست و سه ساله، در اقدامِ جنون‌آمیز با حمله به شماری از رهگذران و اصناف خیابان نظام‌آباد (مدنی) آن‌ها را مجروح کرد و به قتل رساند. به گفته شاهدان این جوان ابتدا چاقویی با دسته نارنجی سرقت کرد و سپس از پشت به عابران حمله‌ور شد. جوان جنون‌زده در مقابل مغازهٔ طلافروشی به مادر و دختری هجوم برد و بر پیکر هردوی آن‌ها ضربه‌هایی با چاقو وارد آورد. بنا بر اظهارات شاهدان عینی، مادر همان‌جا کشته شد و کودک خردسال درحالی‌که خون سراپایش را گرفته بود روی زمین افتاد. پس‌ از آن به زن شصت ساله‌ای که در حال گذر از خیابان بود، هجوم برد و او را هم مجروح کرد، حسین که بی‌سروصدا سراغ قربانیان دیگر می‌رفت وقتی متوجه شد مردم قصد دارند او را بگیرند، سرعت خود را بیشتر کرد و در مسیر فرار مرتب تیغ خود را به پهلو و گردن دیگر عابران فروبرد و به فرار ادامه می‌داد. این جوان پس از برجای گذاشتن دوازده زخمی و کشته در طول صد متر، چاقوی خونینش را بر زمین انداخت و به‌سرعت فرار کرد.

یک مشاور بنگاه معاملات ملکی، آخرین کسی است که در این جنایت، قاتل را دیده بود، او در تشریح شرایط قاتل گفت: 
این جوان ۲۳ ساله، با چاقویی که می‌گویند دزیده بود به همه حمله می‌کرد. وقتی ما این شرایط را دیدیم، به سمت او رفتیم تا چاقو را از دستش بگیریم، او هم ترسید و چاقو را به زمین پرت کرد و پا به فرار گذاشت.
اهالی خیابان نظام‌آباد، تمام آن روز دوشنبه را روز وحشت در این منطقه می‌دانند، مردمی که جنایتی فراموش‌نشدنی را دیده بودند، تا واپسین ساعات شب در ترس و نگرانی، پی‌درپی از مأموران پلیس درباره وضعیت دستگیری این جوان می‌پرسیدند، آن‌ها به‌رغم حضور پررنگ پلیس در محل، با نگرانی رفت‌وآمد می‌کردند و با واهمه نگران اطرافشان بودند، و این ترس و واهمه تا شب ادامه داشت چون نگران بودند که مبادا با هجومی مجدد و ناگهانی از طرف ضارب روبه‌رو شوند، در نهایت پلیس توانست، مهاجم مرموز را دستگیر کند.